# Marie Lematte
Pour les articles homonymes, voir Lematte.
Marie Lematte est une arbitre française internationale de 2014 à 2018. Elle fait ses débuts dans le rugby à XV en tant que joueuse.

## Biographie

### Jeunesse et carrière de joueuse
Originaire du Poitou-Charentes, Marie Lematte fait d'abord de la gymnastique. Elle joue ensuite pendant sept ans au Stade poitevin puis sept autres années au CSM Gennevilliers, avec lequel elle joue en 1er division. Elle atteint à deux reprises les demi-finales du championnat. À cause d'une blessure, elle décide d'arrêter sa carrière de joueuse mais elle souhaite continuer dans le rugby à XV, d'où l'idée de devenir arbitre.

### Carrière d'arbitre
Elle se rapproche de Poitiers, passe ses examens à la fin de l'année 2012 et arbitre rapidement ses premiers matchs. En janvier 2013, la direction technique de l'arbitrage la fait accéder en Fédérale 3 puis en Fédérale 2,,. En 2014, elle représente la France parmi les officiels de la Coupe du monde féminine de rugby à XV où elle est arbitre assistante. Elle arbitre ensuite la Coupe du monde féminine de rugby à XV 2017 sur la touche puis le Tournoi des Six Nations féminin au centre. En 2018, elle prend sa retraite d'arbitre.

### Vie privée
Marie Lematte est mariée à l'un des entraîneurs du Stade poitevin. Ils ont deux enfants, Jean et Antoine.
Outre ses activités d'arbitre, Marie Lematte enseigne l'éducation physique et sportive dans le civil, d'abord en région parisienne, avant de revnir à Poitiers en 2005 pour enseigner au collège de Latillé, puis à l’Université de Poitiers.